# کاسالجراسو
کاسالجراسو (به ایتالیایی: Casalgrasso) یک کومونه در ایتالیا است که در استان کونیو واقع شده است.

## خصوصیات
کاسالجراسو ۱۷٫۷ کیلومترمربع مساحت و ۱٬۴۴۹ نفر جمعیت دارد.